# Grant County (North Dakota)
Das Grant County ist ein County im Bundesstaat North Dakota der Vereinigten Staaten. Der Verwaltungssitz (County Seat) ist Carson.

## Geographie
Das County liegt südwestlich des geographischen Zentrums von North Dakota, ist im Süden etwa 10 km von der Grenze zu South Dakota entfernt und hat eine Fläche von 4315 Quadratkilometern, wovon 17 Quadratkilometer Wasserfläche sind. Es grenzt im Uhrzeigersinn an folgende Countys: Morton County, Sioux County, Adams County, Hettinger County und Stark County.
Der Heart River fließt durch das County.

## Geschichte
Grant County wurde 1916 gebildet. Benannt wurde es nach Ulysses S. Grant, dem 18. Präsidenten der Vereinigten Staaten.

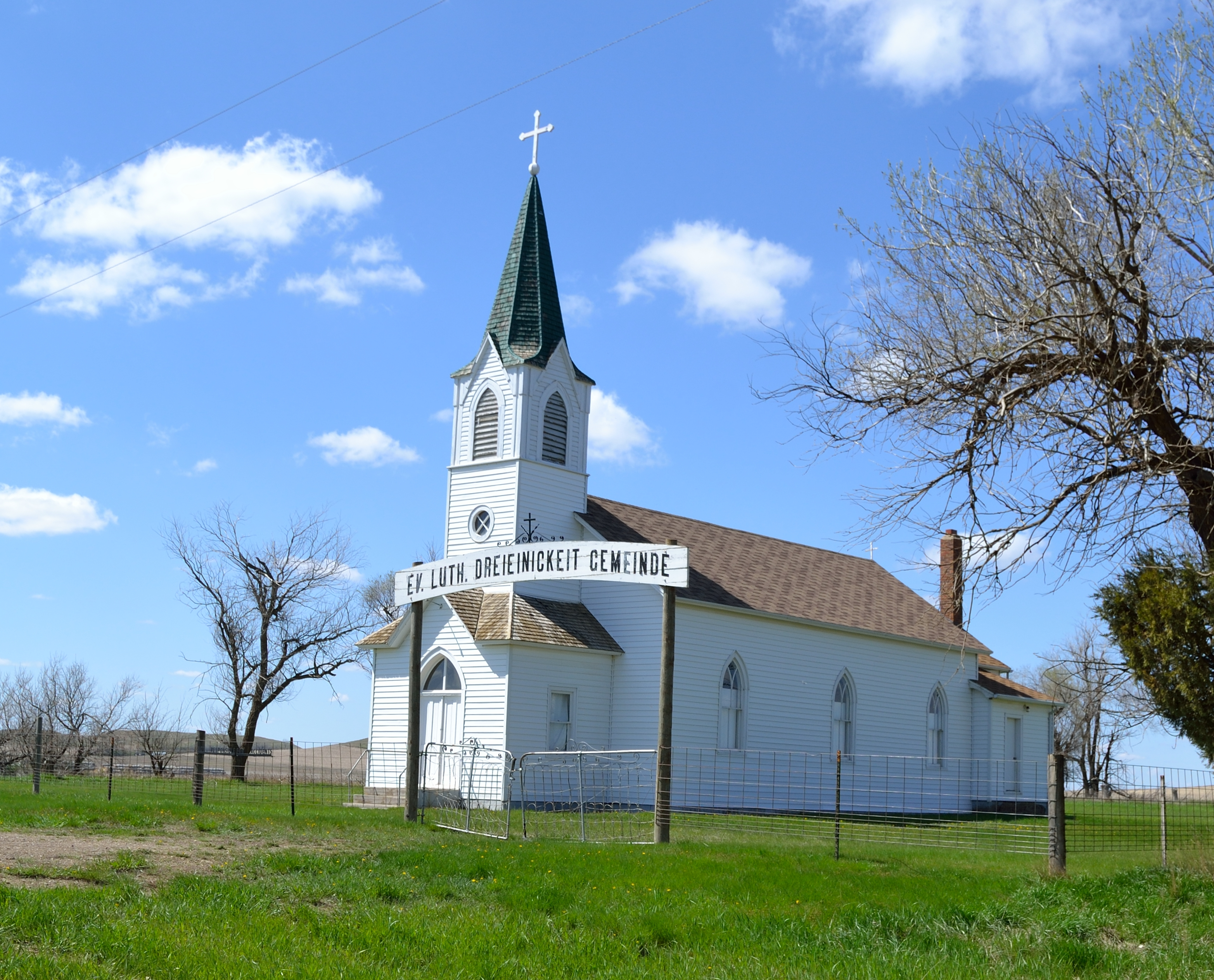
Die Evangelisch Lutheraner Dreieinigkeit Gemeinde (2014) ist einer von vier Einträgen des Countys im National Register of Historic Places.

Vier Bauwerke und Stätten des Countys sind insgesamt im National Register of Historic Places eingetragen (Stand 24. März 2018).

## Demografische Daten

Alterspyramide des Grant County

Nach der Volkszählung im Jahr 2000 lebten im Grant County 2.841 Menschen in 1.195 Haushalten und 800 Familien. Die Bevölkerungsdichte betrug 1 Einwohner pro Quadratkilometer. Ethnisch betrachtet setzte sich die Bevölkerung zusammen aus 96,90 Prozent Weißen, 1,72 Prozent amerikanischen Ureinwohnern, 0,35 Prozent Asiaten und 0,35 Prozent aus anderen ethnischen Gruppen; 0,67 Prozent stammten von zwei oder mehr Ethnien ab. 0,60 Prozent der Bevölkerung waren spanischer oder lateinamerikanischer Abstammung.
Im Gesamten des Countys ist neben der englischen Sprache auch noch die deutsche Sprache verbreitet. Sie wird noch von ca. 12,7 Prozent der dortigen Bevölkerung gesprochen.
Von den 1.195 Haushalten hatten 25,1 Prozent Kinder und Jugendliche unter 18 Jahre, die bei ihnen lebten. 60,8 Prozent waren verheiratete, zusammenlebende Paare, 3,8 Prozent waren allein erziehende Mütter, 33,0 Prozent waren keine Familien, 31,8 Prozent waren Singlehaushalte und in 17,9 Prozent lebten Menschen im Alter von 65 Jahren oder darüber. Die Durchschnittshaushaltsgröße betrug 2,30 und die durchschnittliche Familiengröße lag bei 2,90 Personen.
Auf das gesamte County bezogen setzte sich die Bevölkerung zusammen aus 23,4 Prozent Einwohnern unter 18 Jahren, 4,3 Prozent zwischen 18 und 24 Jahren, 20,5 Prozent zwischen 25 und 44 Jahren, 27,1 Prozent zwischen 45 und 64 Jahren und 24,7 Prozent waren 65 Jahre alt oder darüber. Das Durchschnittsalter betrug 46 Jahre. Auf 100 weibliche Personen kamen 104,1 männliche Personen. Auf 100 Frauen im Alter von 18 Jahren oder darüber kamen statistisch 100,3 Männer.
Das jährliche Durchschnittseinkommen eines Haushalts betrug 23.165 USD, das Durchschnittseinkommen der Familien betrug 30.625 USD. Männer hatten ein Durchschnittseinkommen von 21.537 USD, Frauen 17.949 USD. Das Prokopfeinkommen betrug 14.616 USD. 14,7 Prozent der Familien und 20,3 Prozent Familien lebten unterhalb der Armutsgrenze. Davon waren 24,7 Prozent Kinder oder Jugendliche unter 18 Jahre und 20,9 Prozent waren Menschen über 65 Jahre.